# 阿韦龙河畔圣莫里斯
阿韦龙河畔圣莫里斯（法語：Saint-Maurice-sur-Aveyron，法語發音：[sɛ̃ moʁis syʁ aveʁɔ̃]）是法国卢瓦雷省的一个市镇，属于蒙塔日区。

## 地理
阿韦龙河畔圣莫里斯（47°51'4"N, 2°55'38"E）面积53.76 平方千米，位于法国中央-卢瓦尔河谷大区卢瓦雷省，该省份为法国中北部省份，北起埃松省，西北接厄尔-卢瓦省，西南接卢瓦-谢尔省，南至涅夫勒省和谢尔省，东临约讷省，东北接塞纳-马恩省。
与阿韦龙河畔圣莫里斯接壤的市镇（或旧市镇、城区）包括：梅勒鲁瓦、米勒龙河畔阿扬、阿韦龙河畔拉沙佩勒、勒沙尔姆、沙蒂永科利尼、沙尔尼奥雷德皮赛。

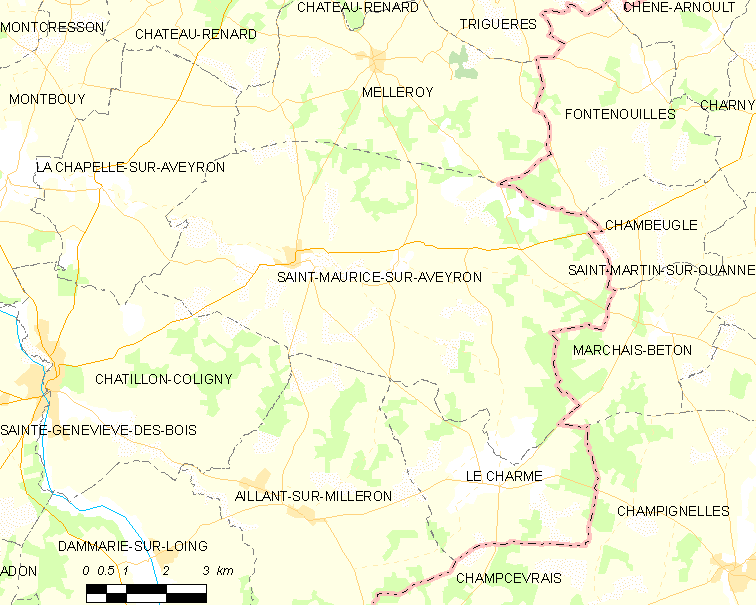
阿韦龙河畔圣莫里斯的OSM定位图

阿韦龙河畔圣莫里斯的时区为UTC+01:00、UTC+02:00（夏令时）。

## 行政
阿韦龙河畔圣莫里斯的邮政编码为45230，INSEE市镇编码为45292。

## 政治
阿韦龙河畔圣莫里斯所属的省级选区为洛里斯县。

## 人口

1962-2008年间阿韦龙河畔圣莫里斯人口变化图示

阿韦龙河畔圣莫里斯于2022年1月1日时的人口数量为842人。